# Olympische Sommerspiele 2008/Kanu – Einer-Kajak Slalom (Männer)
Die Wettkämpfe im Einer-Kajak-Slalom bei den Olympischen Sommerspielen 2008 wurden am 11. und 12. August 2008 auf der Slalomstrecke im Olympischern Ruder- und Kanupark Shunyi ausgetragen.
Olympiasieger wurde der Augsburger Alexander Grimm.

## Ergebnisse
Nach den beiden Vorläufen wurden die Ergebnisse addiert und die 15 besten Kanuten erreichten das Halbfinale. Dort gab es einen einzigen Lauf, der über den Einzug ins Finale entschied.
Der Halbfinallauf und der Finallauf wurden dann addiert, um so die endgültige Platzierung der Top 10 zu ermitteln.

### Vorläufe
| Rang | Kanute                | Nation             | Lauf 1  | Lauf 1 | Lauf 1  | Lauf 2  | Lauf 2 | Lauf 2   | Gesamt   |            |
| Rang | Kanute                | Nation             | Zeit    | Strafe | Gesamt  | Zeit    | Strafe | Gesamt   | Gesamt   | Bemerkung  |
| ---- | --------------------- | ------------------ | ------- | ------ | ------- | ------- | ------ | -------- | -------- | ---------- |
| 1    | Peter Kauzer          | Slowenien          | 81,79 s | 0      | 81,79 s | 84,70 s | 0      | 84,70 s  | 166,49 s | Halbfinale |
| 2    | Fabien Lefèvre        | Frankreich         | 85,66 s | 0      | 85,66 s | 82,40 s | 0      | 82,40 s  | 168,06 s | Halbfinale |
| 3    | Daniele Molmenti      | Italien            | 85,13 s | 0      | 85,13 s | 83,46 s | 0      | 83,46 s  | 168,59 s | Halbfinale |
| 4    | Alexander Grimm       | Deutschland        | 82,90 s | 2      | 84,90 s | 84,36 s | 0      | 84,36 s  | 169,26 s | Halbfinale |
| 5    | Dariusz Popiela       | Polen              | 85,51 s | 0      | 85,51 s | 85,51 s | 0      | 85,51 s  | 171,02 s | Halbfinale |
| 6    | Helmut Oblinger       | Österreich         | 86,21 s | 0      | 86,21 s | 85,54 s | 0      | 85,54 s  | 171,75 s | Halbfinale |
| 7    | Vavřinec Hradilek     | Tschechien         | 85,61 s | 0      | 85,61 s | 86,41 s | 0      | 86,41 s  | 172,02 s | Halbfinale |
| 8    | Benjamin Boukpeti     | Togo               | 88,17 s | 2      | 90,17 s | 82,09 s | 0      | 82,09 s  | 172,26 s | Halbfinale |
| 9    | Campbell Walsh        | Großbritannien     | 84,72 s | 2      | 86,72 s | 85,72 s | 0      | 85,72 s  | 172,44 s | Halbfinale |
| 10   | Warwick Draper        | Australien         | 86,28 s | 0      | 86,28 s | 86,30 s | 0      | 86,30 s  | 172,58 s | Halbfinale |
| 11   | Peter Cibák           | Slowakei           | 86,26 s | 0      | 86,26 s | 86,69 s | 0      | 86,69 s  | 172,95 s | Halbfinale |
| 12   | Guillermo Díez-Canedo | Spanien            | 84,95 s | 0      | 84,95 s | 88,07 s | 0      | 88,07 s  | 173,02 s | Halbfinale |
| 13   | David Ford            | Kanada             | 85,35 s | 0      | 85,35 s | 89,49 s | 0      | 89,49 s  | 174,84 s | Halbfinale |
| 14   | Robert Bouten         | Niederlande        | 86,26 s | 0      | 86,26 s | 86,90 s | 2      | 88,90 s  | 175,16 s | Halbfinale |
| 15   | Eoin Rheinisch        | Irland             | 88,52 s | 0      | 88,52 s | 85,81 s | 2      | 87,81 s  | 176,33 s | Halbfinale |
| 16   | Pablo McCandless      | Chile              | 88,24 s | 0      | 88,24 s | 86,40 s | 2      | 88,40 s  | 176,64 s |            |
| 17   | Michael Kurt          | Schweiz            | 85,58 s | 2      | 87,58 s | 87,08 s | 4      | 91,08 s  | 178,66 s |            |
| 18   | Kazuki Yazawa         | Japan              | 89,82 s | 0      | 89,82 s | 88,05 s | 2      | 90,05 s  | 179,87 s |            |
| 19   | Atanas Nikolovski     | Mazedonien         | 90,63 s | 2      | 92,63 s | 88,56 s | 0      | 88,56 s  | 181,19 s |            |
| 20   | Scott Parsons         | Vereinigte Staaten | 84,91 s | 0      | 84,91 s | 83,63 s | 52     | 135,63 s | 220,54 s |            |
| 21   | Ding Fuxue            | China              | 87,47 s | 0      | 87,47 s | 90,92 s | 50     | 140,92 s | 228,39 s |            |

### Halbfinale
| Rang | Kanute                | Nation         | Halbfinale | Halbfinale | Halbfinale |           |
| Rang | Kanute                | Nation         | Zeit       | Strafe     | Gesamt     | Bemerkung |
| ---- | --------------------- | -------------- | ---------- | ---------- | ---------- | --------- |
| 1    | Benjamin Boukpeti     | Togo           | 86,08 s    | 0          | 86,08 s    | Finale    |
| 2    | Warwick Draper        | Australien     | 86,09 s    | 0          | 86,09 s    | Finale    |
| 3    | Fabien Lefèvre        | Frankreich     | 87,21 s    | 0          | 87,21 s    | Finale    |
| 4    | Alexander Grimm       | Deutschland    | 87,31 s    | 0          | 87,31 s    | Finale    |
| 5    | Robert Bouten         | Niederlande    | 88,40 s    | 0          | 88,40 s    | Finale    |
| 6    | David Ford            | Kanada         | 88,46 s    | 0          | 88,46 s    | Finale    |
| 7    | Dariusz Popiela       | Polen          | 88,49 s    | 0          | 88,49 s    | Finale    |
| 8    | Daniele Molmenti      | Italien        | 86,56 s    | 2          | 88,56 s    | Finale    |
| 9    | Helmut Oblinger       | Österreich     | 88,69 s    | 0          | 88,69 s    | Finale    |
| 10   | Eoin Rheinisch        | Irland         | 88,85 s    | 0          | 88,85 s    | Finale    |
| 11   | Vavřinec Hradilek     | Tschechien     | 88,97 s    | 0          | 88,97 s    |           |
| 12   | Peter Cibák           | Slowakei       | 87,41 s    | 2          | 89,41 s    |           |
| 13   | Peter Kauzer          | Slowenien      | 85,42 s    | 4          | 89,42 s    |           |
| 14   | Guillermo Díez-Canedo | Spanien        | 88,06 s    | 2          | 90,06 s    |           |
| 15   | Campbell Walsh        | Großbritannien | 93,74 s    | 2          | 95,74 s    |           |

### Finale
Beim Olympiasieg von Alexander Grimm gelang Benjamin Boukpeti historisches: er holte die erste olympische Medaille überhaupt für Togo und errang gleichzeitig al erster Afrikaner eine Medaille im Kanusport.
| Rang | Kanute            | Nation      | Ergebnis aus Halbfinale | Ergebnis aus Halbfinale | Ergebnis aus Halbfinale | Finallauf | Finallauf | Finallauf | Gesamt   |
| Rang | Kanute            | Nation      | Zeit                    | Strafe                  | Gesamt                  | Zeit      | Strafe    | Gesamt    | Gesamt   |
| ---- | ----------------- | ----------- | ----------------------- | ----------------------- | ----------------------- | --------- | --------- | --------- | -------- |
| 1    | Alexander Grimm   | Deutschland | 87,31 s                 | 0                       | 87,31 s                 | 84,39 s   | 0         | 84,39 s   | 171,70 s |
| 2    | Fabien Lefèvre    | Frankreich  | 87,21 s                 | 0                       | 87,21 s                 | 86,09 s   | 0         | 86,09 s   | 173,30 s |
| 3    | Benjamin Boukpeti | Togo        | 86,08 s                 | 0                       | 86,08 s                 | 87,37 s   | 0         | 87,37 s   | 173,45 s |
| 4    | Eoin Rheinisch    | Irland      | 88,85 s                 | 0                       | 88,85 s                 | 88,06 s   | 0         | 88,06 s   | 176,91 s |
| 5    | Warwick Draper    | Australien  | 86,09 s                 | 0                       | 86,09 s                 | 91,76 s   | 0         | 91,76 s   | 177,85 s |
| 6    | David Ford        | Kanada      | 88,46 s                 | 0                       | 88,46 s                 | 87,89 s   | 2         | 89,89 s   | 178,35 s |
| 7    | Helmut Oblinger   | Österreich  | 88,69 s                 | 0                       | 88,69 s                 | 88,14 s   | 2         | 90,14 s   | 178,83 s |
| 8    | Dariusz Popiela   | Polen       | 88,49 s                 | 0                       | 88,49 s                 | 91,19 s   | 0         | 91,19 s   | 179,68 s |
| 9    | Robert Bouten     | Niederlande | 88,40 s                 | 0                       | 88,40 s                 | 89,59 s   | 50        | 139,59 s  | 227,99 s |
| 10   | Daniele Molmenti  | Italien     | 86,56 s                 | 2                       | 88,56 s                 | 90,37 s   | 52        | 142,37 s  | 230,93 s |